# هنري هيوز (مخرج)
هنري هيوز (بالإنجليزية: Henry Hughes)‏ هو مخرج أمريكي، ولد في القرن العشرين.

## وصلات خارجية
- الموقع الرسمي
- هنري هيوز على موقع IMDb (الإنجليزية)
- هنري هيوز على موقع قاعدة بيانات الفيلم (الإنجليزية)